# ザ・モンスターマン
ザ・モンスターマン（The Monsterman、1946年 - 2021年）は、アメリカ合衆国・ペンシルベニア州出身の男性空手家、キックボクサー。本名はエベレット・エディ（Everett Eddy）。1970年代に活動した。

## 概要
学生時代はサッカーとレスリングを嗜んでおり、後にテコンドーを学んで格闘技の世界に入る。1971年にタンスドー（テコンドーの前身にあたる格闘技）の中西部大会で優勝し、全国大会に出場して頭角を現す。その後は空手やテコンドーの諸大会で活躍した。1974年にはHidy Ochiai's Karate Classicでジェフ・スミスを下して優勝し、当時の全米トップ空手家の一人となる。
1975年に"Monster Man"と名乗る総合格闘家となり、ボクサーなどと異種格闘技戦を行う。マーシャルアーツ最初期の黒人格闘家として米格闘技雑誌のブラックベルト誌で評価され、1975年のWorld Series of Martial Arts決勝戦でVictor Rapozaにノックダウンされたシーンはブラックベルト誌の表紙を飾った。1977年には来日してプロレスラーのアントニオ猪木とも対戦。
1970年代後半には俳優としても活動し、『ディスコ・ゴッドファーザー』（1979年）にクレジット有りで出演している。
2021年1月9日、ペンシルバニア州エリーの自宅にて死去。

## アントニオ猪木戦
アントニオ猪木が現役中に行った異種格闘技戦において、キックボクシング・プロ空手らの打撃系格闘選手の中で、最初に猪木と対戦した相手である。
モハメド・アリとの試合で世界的に有名になったアントニオ猪木に、アリのボディガードで「全米プロ空手世界ヘビー級王者」という触れ込みで挑戦状を叩きつけ、1977年8月2日に日本武道館で試合が実現した。アリ戦とは打って変わり、両者の持ち味が発揮され、格闘技戦史上屈指の名勝負といわれた。
長い手足から繰り出す速い打撃で猪木を苦しめたが、ロープ際でナックルパンチを食らい形成が逆転。猪木に担ぎ上げられ、パワーボムからのギロチンドロップでKO負けとなった。
緊張感みなぎる好勝負を制した猪木は、これにより“世紀の凡戦”と揶揄されたモハメド・アリ戦の雪辱を果たすこととなった。
1978年4月にフィラデルフィアで坂口征二にKO勝ちし、猪木に再戦を要求、同年6月に猪木とのリマッチに臨んだが返り討ちにあった。

## 異種格闘技戦
| 勝敗 | 対戦相手       | 試合結果                               | 大会名                                        | 開催年月日   |
| ×    | アントニオ猪木 | 5R 1:38 KO（ギロチンドロップ）         | 格闘技世界一決定戦 日本武道館                 | 1977年8月2日 |
| ○    | 坂口征二       | 4R 0:35 KO（2段蹴り）                  | 格闘技世界一決定戦 フィラデルフィア・アリーナ | 1978年4月4日 |
| ×    | アントニオ猪木 | 7R 1:58 KO（グラウンドコブラツイスト） | 格闘技世界一決定戦 福岡スポーツセンター       | 1978年6月7日 |

## 出演作品
『格闘技世界一　四角いジャングル』配給 富士映画、監督 後藤秀司（1978年11月3日公開）

## 参照
- 異種格闘技戦出場選手名鑑